# Corchorus kirkii
Corchorus kirkii är en malvaväxtart som beskrevs av N. E. Brown. Corchorus kirkii ingår i släktet Corchorus och familjen malvaväxter. Inga underarter finns listade i Catalogue of Life.